# Estación de La Balanzona
La Balanzona es una estación de ferrocarril situada en el municipio español de Córdoba, en la provincia de Córdoba. Pertenece a la red de Adif. En la actualidad se encuentra cerrada y no ofrece servicios ferroviarios.

## Situación ferroviaria
La estación se encuentra situada en el punto kilométrico 12,5 de la línea de ferrocarril de ancho ibérico Almorchón-Mirabueno.

## Historia
En 1890, debido a la cada vez mayor circulación de trenes por la línea Córdoba-Belmez, la compañía «Andaluces» planteó la construcción de un apartadero en la zona de La Balanzona con varias vías y un edificio de viajeros. En el tramo comprendido entre Córdoba y Obejo había una distancia de 22 kilómetros y no existían paradas, lo cual generaba problemas de circulación al tráfico ferroviario entre ambas estaciones. Las obras transcurrieron durante el verano de 1890, autorizándose la apertura al servicio de las instalaciones el 2 de septiembre de ese año. Las instalaciones, que se encontraban a la salida del túnel de La Balanzona, también constituían un punto de abastecimiento de agua para las locomotoras.
En 1941, con la nacionalización de todas las líneas de ancho ibérico, las instalaciones pasaron a integrarse en RENFE.
El 1 de enero de 1974 se cerró la línea al tráfico de pasajeros, lo que a la larga significó el cierre al servicio de muchas de las estaciones del trazado ―como La Balanzona―. Desde enero de 2005 el ente Adif es el titular de las instalaciones ferroviarias, si bien el trazado se encuentra virtualmente inactivo desde comienzos de la década de 1990. El histórico edificio de la estación fue derribado por Adif en 2007, encontrándose las instalaciones abandonadas en la actualidad.
En la actualidad, está pendiente de firmarse un convenio con Adif para la reconversión del tramo entre Obejo y Mirabueno a vía verde.